# Saint-Erblon (Ille i Vilaine)
Saint-Erblon (en bretó Sant-Ervlon-an-Dezerzh) és un municipi francès, situat a la regió de Bretanya, al departament d'Ille i Vilaine. L'any 2006 tenia 2.523 habitants.

## Demografia
| 1962                                       | 1968 | 1975  | 1982  | 1990  | 1999  | 2005  | 2009  |
| ------------------------------------------ | ---- | ----- | ----- | ----- | ----- | ----- | ----- |
| 576                                        | 681  | 1.108 | 1.238 | 1.708 | 2.230 | 2.606 | 2.523 |
| Des de 1962: població sense dobles comptes |      |       |       |       |       |       |       |

## Administració
| Període    | Identitat               | Partit |
| ---------- | ----------------------- | ------ |
| 1944 -1947 | Joseph Crambert         |        |
| 1947-1965  | Alexandre Gilois        |        |
| 1965-1983  | Alexandre Quatrebœufs   |        |
| 1983-1986  | Pierre Récan            |        |
| 1986-2008  | Jean-Gilles Berthommier |        |
| 2008-      | Hervé Letort            |        |

## Galeria d'imatges

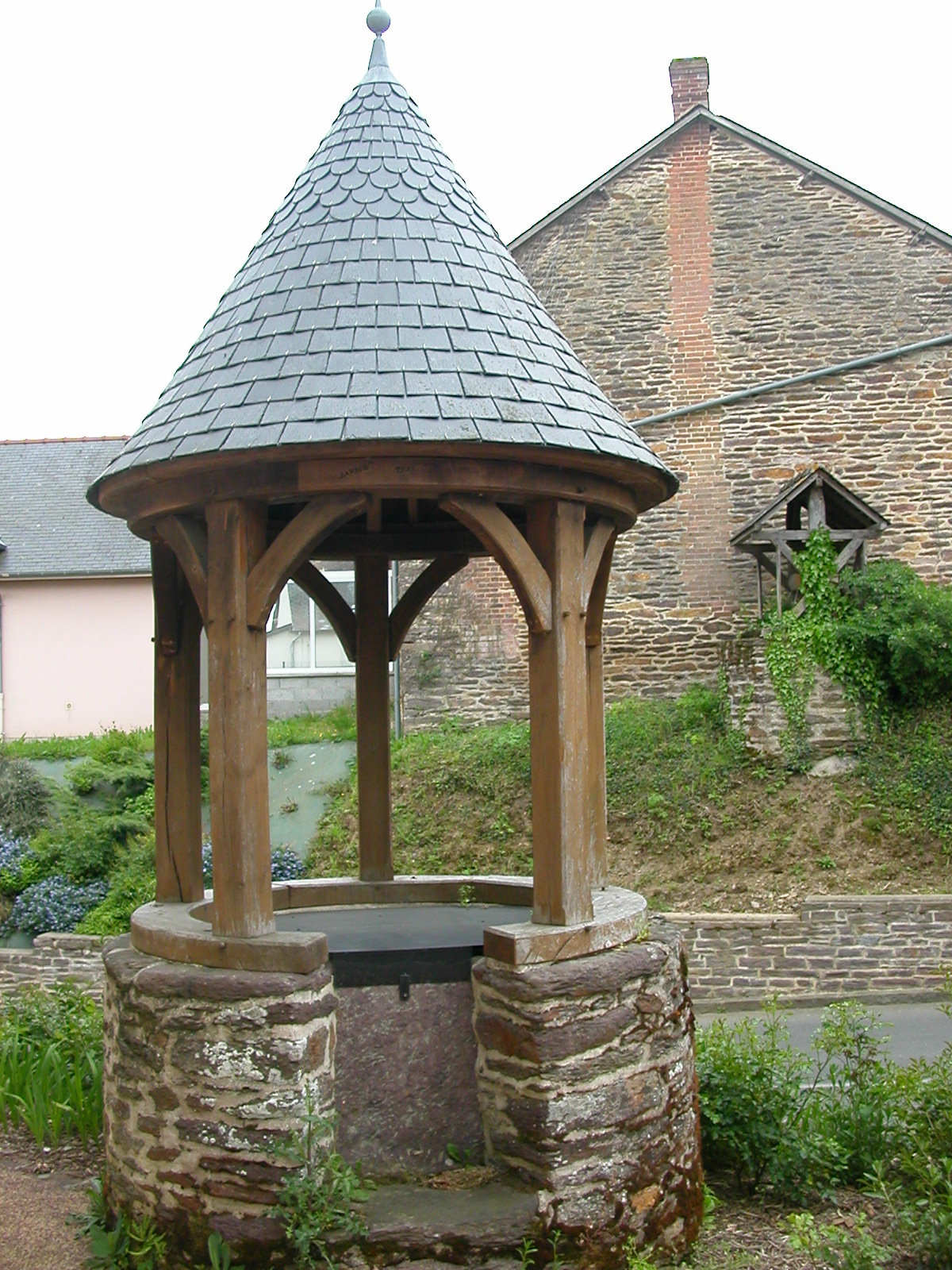
Pous al centre de la vila
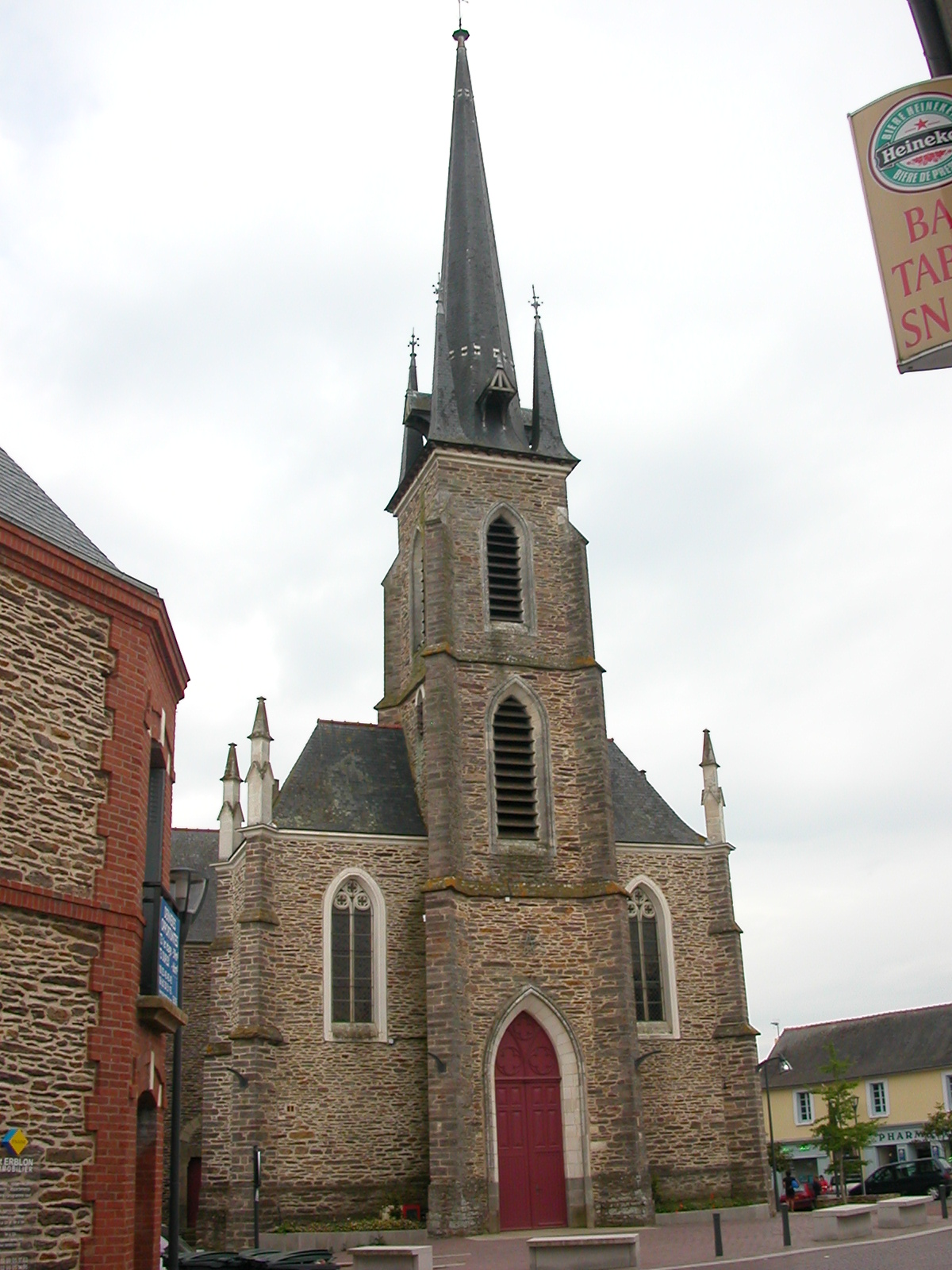
Església de Saint-Erblon